# Sarzbüttel
Sarzbüttel ist eine Gemeinde im Kreis Dithmarschen in Schleswig-Holstein.

## Geografie

### Geografische Lage und Ortsteile
Das Gemeindegebiet von Sarzbüttel erstreckt sich östlich vom Meldorfer Moor im Landschaftsbereich des Naturraums Heide-Itzehoer Geest (Haupteinheit Nr. 693), einem Teilgebiet der schleswig-holsteinischen Geest. Die Südermiele bildet anteilig die südlich Gemeindegrenze ab. Siedlungsgeografisch besteht sie einzige aus dem namenstiftenden Dorf.

### Nachbargemeinden
Sarzbüttel liegt umringt von den Gemeindegebieten von:
|         | Nordhastedt, Odderade                       |                 |
| Meldorf | Kompassrose, die auf Nachbargemeinden zeigt |                 |
|         | Bargenstedt                                 | Tensbüttel-Röst |

### Landschaft
Rund um Sarzbüttel gibt es Moore, weiter östlich gibt es auch einige größere Wälder. Es gibt mehrere kleine Seen, jedoch fließt kein größerer Bach durch die Ortschaft. Im Süden, knapp an der Ortsgrenze zu Bargenstedt, fließt der Bach Dellbrüdan. In der Nähe von Sarzbüttel gibt es keine Berge, der höchste Hügel in der Nähe ist 24 Meter hoch.

## Geschichte
Siedlungshistorisch gehört Sarzbüttel zu den Büttel-Ortschaften. Auf der Feldmark von Sarzbüttel lag ehemals ein Dorf namens Oldendorp. Anfang des 17. Jahrhunderts befand sich in der Nähe von Oldendorp ein adeliger Hof, der mit einem Wall geschützt wurde. Dieses Dorf wuchs, verlagerte sich und schloss sich mit anderen Bauernhof- und Siedlungsgebieten zusammen.
Am 1. April 1934 wurde die Kirchspielslandgemeinde Südermeldorf-Geest aufgelöst. Alle ihre Dorfschaften, Dorfgemeinden und Bauerschaften wurden zu selbständigen Gemeinden/Landgemeinden, so auch Sarzbüttel.
Während des Zweiten Weltkrieges wurde nur ein geringer Teil von Sarzbüttel zerstört. Viele Bomben, welche in die umliegenden Moore gefallen sind, waren für eine Raffinerie, die sich auch heute noch in der Nähe befindet, gedacht. In den letzten Jahrzehnten wurde Sarzbüttel immer weiter ausgebaut, derzeit gibt es mehrere Bauprojekte, die sich besonders auf den Osten des Dorfes konzentrieren.
Etwa um 1985 wurde die Grundschule von Sarzbüttel aufgrund zu weniger Kinder geschlossen, die Kinder gehen jetzt in die Grundschule von Bargenstedt.

## Politik

### Gemeindevertretung
Bei der Kommunalwahl am 14. Mai 2023 wurden insgesamt neun Sitze vergeben. Diese fielen alle an die Allgemeine Wählergemeinschaft Sarzbüttel. Die Wahlbeteiligung betrug 58,7 %.

### Wappen
Blasonierung: „In Gold über einem blau-silbernen Wellenschildfuß ein flacher grüner Hügel, darin zwei sich ansehende silberne, gold bewehrte Höckerschwäne. Oben drei grüne Laubblätter.“

## Wirtschaft und Infrastruktur

### Wirtschaftsstruktur/Unternehmen
In der Gemeinde Sarzbüttel gibt es nur wenige Wirtschaftsunternehmen. Die größten sind ein Omnibusbetrieb sowie die örtliche Molkerei. Daneben bestehen weitere kleine Filialbetriebe, die meist in anderen Dörfern oder Städten ihre Hauptsitz haben. Viele Einwohner Sarzbüttels pendeln zu ihrer Arbeitsstelle in die umliegenden Zentralorte.
Die Landwirtschaft hat heute keinen so großen Stellenwert wie in früheren Zeiten. Im Zuge des landwirtschaftlichen Strukturwandels haben sich viele kleinere Bauernhöfe mit anderen zusammengeschlossen. Aufgrund der Ortslage zur nahen Nordsee konnte der Tourismus Ertragseinbußen teilweise aufgefangen.

### Verkehr
Die schleswig-holsteinische Landesstraße 236 führt zwischen den Orten Dellbrück und Nordhastedt durch das Gemeindegebiet. Östlich des Ortes erstreckt sich die Trasse der Bundesautobahn 23.
Sarzbüttel wird vom Dithmarschenbus mit der Linie 4, die von Nordhastedt, Zentralgarten nach Meldorf, ZOB fährt, angeschlossen. Die nächsten Bahnhöfe befinden sich in Nordhastedt, in Albersdorf, in Meldorf und in Heide.

## Kultur und Sehenswürdigkeiten
Im Sarzbüttel konnte vor Jahren ein ehemaliges landwirtschaftliches Anwesen zu einem stattlichen Dorfgemeinschaftshaus ausgebaut werden. Sarzbüttel besitzt auch ein kleines Kriegsdenkmal mit einem Park, wo alle Toten aus dem Ersten und Zweiten Weltkrieg aus Sarzbüttel aufgeführt werden. In Sarzbüttel befindet sich eine Molkerei, wo der berühmte Sarzbüttler Schlemmerkäse produziert wird. Die Molkerei hat 2005 den Norddeutschen Käsepreis gewonnen. In Sarzbüttel gibt es außerdem eine kleine Kirche. Außerdem gibt es den DeLaval-Betrieb am Ortsausgang Richtung Nordhastedt.

## Sport
In Sarzbüttel befindet sich ein großer Fußballplatz und eine Bogenschießanlage. Die Gebäude auf dem Sportgelände wurden im Jahre 2003/2004 erneuert. Die Sportanlagen werden vom SSV Sarzbüttel betrieben, der neben Fußball und Bogenschießen unter anderem Gymnastik, Kinderturnen und Step-Aerobic anbietet. Es gibt außerdem einen Angelverein in Sarzbüttel.